# Norbert Conrad Kaser

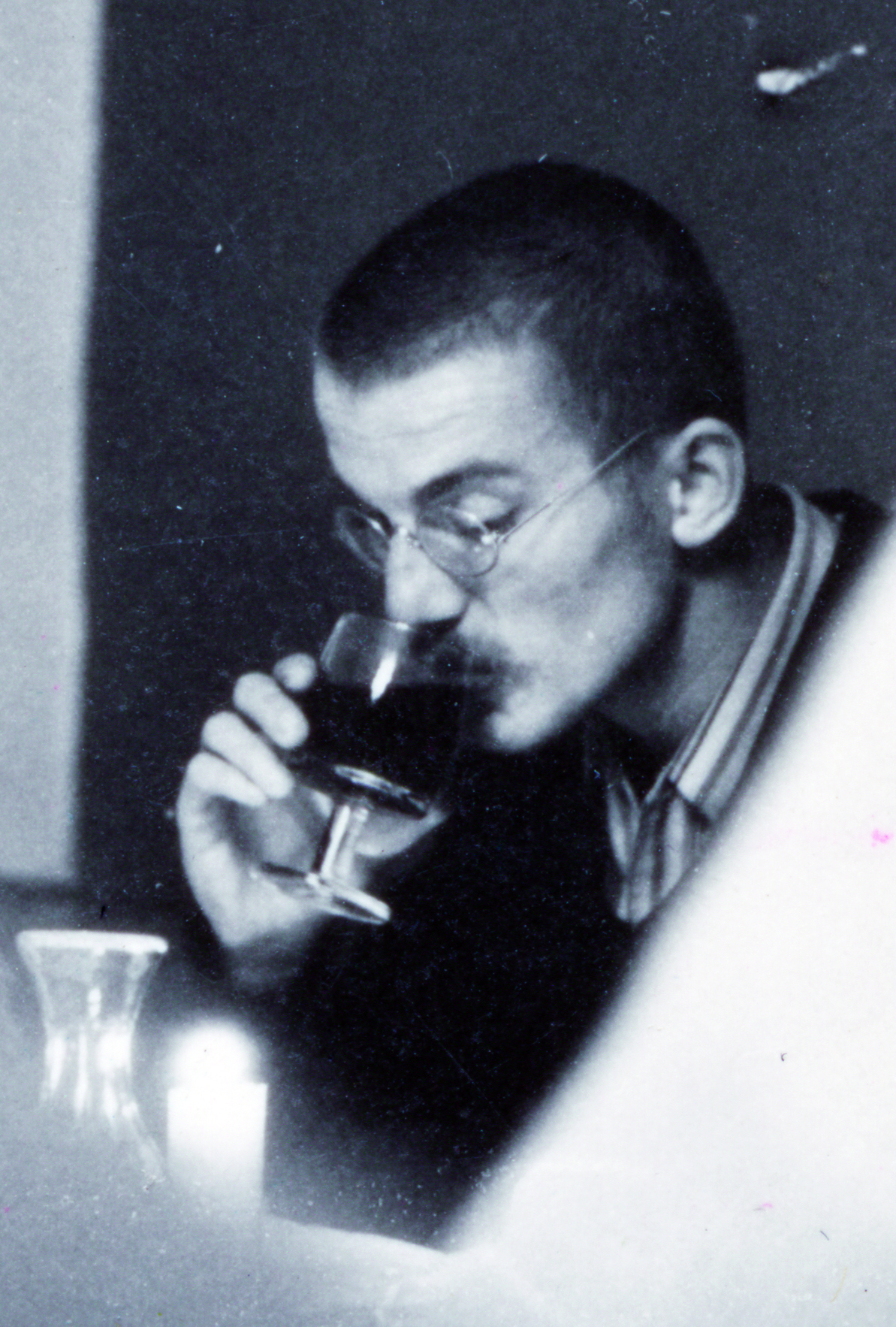
Norbert C. Kaser, fotografiert von Klaus Gasperi

Norbert Conrad Kaser, in Selbstdarstellungen auch norbert c. kaser, N. C. Kaser (* 19. April 1947 in Brixen, Südtirol; † 21. August 1978 in Bruneck), war ein Dichter und Schriftsteller aus Südtirol. Seine literarischen Werke und Streitschriften trugen in den späten 1960er-Jahren wesentlich zur Begründung der Neuen Südtiroler Literatur bei. Große Teile von Kasers Werk wurden erst nach seinem Tod veröffentlicht. Posthum fanden Biographie und Werk über den regionalen Wirkungskreis hinaus Verbreitung.

## Leben
Norbert C. Kaser wurde am 19. April 1947 als uneheliches Kind von Paula Thum in Brixen geboren. Er wuchs in Bruneck auf, da sein Stiefvater Franz Kaser als Pförtner in der Tuchfabrik Moessmer arbeitete. Nach dem Abschluss der Pflichtschule besuchte er das Humanistische Gymnasium in Bruneck, scheiterte jedoch im Jahr 1966 an der Maturaprüfung. Daraufhin verließ er das Pustertal und zog nach Laas im Vinschgau, wo er als Lehrer arbeitete. In dieser Zeit entstanden auch seine ersten Gedichte. Nach dem Eintritt in den Konvent der Kapuziner in Bruneck 1968 und dem Austritt 1969 bestand er im dritten Anlauf die Maturaprüfung.
Im selben Jahr erregte er auf einer von Gerhard Mumelter veranstalteten Studientagung der Südtiroler Hochschülerschaft in Brixen großes Aufsehen, als er mit der Südtiroler Vorkriegsliteratur hart ins Gericht ging („99 % unserer Südtiroler Literaten wären am besten nie geboren, meinetwegen können sie noch heute ins heimatliche Gras beißen, um nicht weiteres Unheil anzurichten.“) und dazu aufruft, das Wappenzeichen der Südtiroler, den Tiroler Adler, „wie einen Gigger zu rupfen“. Ein Sturm der Entrüstung in allen Medien war die Folge.
Im Herbst des Jahres 1969 inskribierte er sich für das Studium der Kunstgeschichte an der Universität Wien. Im folgenden Jahr reiste er für zwei Monate nach Norwegen, wo er sich als Gemeindearbeiter durchschlug. Daraufhin brach er sein Studium in Wien ab und kehrte im März 1971 in seine Heimat zurück. Dort übernahm er Vertretungsstellen in verschiedenen Schulen des Bozner und Meraner Raumes (Vernuer bei Riffian, Flaas bei Jenesien). Außerdem verfasste er zeitkritische Kolumnen in lokalen Südtiroler Tageszeitungen. In den beiden darauffolgenden Jahren reiste er viel umher, so unter anderem nach Barcelona und Venedig.
Norbert C. Kaser war besonders in den letzten Jahren seines Lebens schwer alkoholsüchtig. Aus diesem Grund hielt er sich mehrmals in Krankenhäusern und Nervenheilanstalten auf. Zwei Jahre vor seinem Tod wurde er Mitglied der Kommunistischen Partei Italiens und trat aus der katholischen Kirche aus. Kaser unternahm noch mehrere Reisen und unterzog sich 1977 einer Kur in Bad Berka in der DDR. Am 21. August 1978 starb er im Krankenhaus von Bruneck an den Folgen einer Leberzirrhose. Sein letztes Gedicht ich krieg ein kind beschreibt den Verfall seines Körpers kurz vor dem Tod. Kasers Begräbnis am Friedhof von Bruneck wurde zu einem denkwürdigen Ereignis, da an ihm Menschen aus dem links-oppositionellen und dem katholisch-konservativen Milieu Südtirols teilnahmen.

## Rezeption

### Anstoß im politischen Leben Südtirols
Wenige Wochen nach Kasers Tod lancierte Alexander Langer in der Südtiroler Volkszeitung unter Bezugnahme auf das Ableben des Dissidenten („Das Schicksal Norbert C. Kasers ist für viele in Südtirol sinnbildhaft.“) einen Aufruf zur Formierung einer parteiunabhängigen Oppositionsliste, die im November desselben Jahres unter der Bezeichnung Neue Linke/Nuova Sinistra den Einzug in den Südtiroler Landtag schaffte. 1980 bemerkte Langer hierzu in einem Zeitungsartikel:

„Fu al funerale di Norbert che decisi di tornare nel Sudtirolo, che non si volevano altri morti, che bisognava fare qualcosa. [Es war am Begräbnis von Norbert, als ich beschloss nach Südtirol zurückzukehren, dass es keiner weiteren Toten bedurfte, dass man etwas tun musste.]“

### Nachwirkung im deutschsprachigen Literaturbetrieb
Das literarische Werk Kasers wurde zum überwiegenden Teil erst im Verlauf der 1980er- und 90er-Jahre postum in diversen österreichischen Verlagen veröffentlicht, wodurch es über Südtirol hinaus im gesamten deutschsprachigen Raum Verbreitung fand. Die ersten Publikationen besorgte der österreichische Kulturjournalist Hans Haider mit Unterstützung des Tiroler Zeichners und Kulturmäzens Paul Flora, der Kaser bereits zu dessen Lebzeiten unterstützt hatte. Im österreichischen und bundesdeutschen Feuilleton wurde Kasers Werk daraufhin erstmals zur Kenntnis genommen und erhielt außerordentlich positive Kritiken:

„Für mich stellt der erste Nachlaßband des Südtiroler Autors Norbert C. Kaser (...) die wichtigste Neuerscheinung eines österreichischen Verlags auf dem Gebiet der Belletristik dar.“

„Norbert C. Kaser hat noch postum die poetische Kraft, zu einem Stern erster Ordnung zu werden.“

Von 1988 bis 1991 erschien im Innsbrucker Haymon Verlag unter Mitwirkung Hans Haiders eine vom Forschungsinstitut Brenner-Archiv der Universität Innsbruck verantwortete Gesamtausgabe der Werke Kasers in drei Bänden (siehe Literaturliste). Die einzelnen Bände wurden von den Literaturwissenschaftlern Sigurd Paul Scheichl (Band 1: Lyrik), Erika Wimmer (Band 2: Prosa) und Benedikt Sauer (Band 2: Prosa und Band 3: Briefe) erarbeitet und herausgegeben. Haider wurde für seinen Einsatz um Veröffentlichung und Verbreitung des Werks Kasers 1991 mit dem Österreichischen Staatspreis für Literaturkritik ausgezeichnet.
Ein Großteil der postum veröffentlichten Texte Kasers basiert auf der umfassenden Sammlung von Kasers Jugendfreund Klaus Gasperi, dem Kaser zu Lebzeiten laufend Abschriften anvertraut hatte. Gasperis Sammlung bildet den Kern des Kaser-Nachlasses, der vom Forschungsinstitut Brenner-Archiv der Universität Innsbruck im Zuge der Editionsarbeiten zum Werk Kasers verwaltet wurde, bis ihn die Stiftung Südtiroler Sparkasse im Jahr 2007 kaufte und der Gemeinde Bruneck als Dauerleihgabe zur Verfügung stellte.
Parallel zum Erscheinen der ersten Kaser-Texte aus dem Nachlass begann die künstlerische und wissenschaftliche Beschäftigung mit Kasers Biographie. Der Brunecker Jugendfreund Kasers Ivo Barnabò Micheli realisierte 1984 hierzu den ersten Film über das Schicksal des Schriftstellers unter dem Titel Eingeklemmt. Notizen für einen Film über Norbert C. Kaser. 1997 veröffentlichte Benedikt Sauer eine umfassende Biographie Kasers, die als Standardwerk gilt (siehe Literatur).
Die umfassende Rezeption Kasers beförderte 1988 (anlässlich des 10. Todestages) die Stiftung des N. C. Kaser-Lyrikpreises, der vom Verein Bücherwürmer (in Lana, Südtirol) zusammen mit den beiden Künstlern Paul Flora und Markus Vallazza ins Leben gerufen wurde. Er ist mit rund 10.000 Euro dotiert und wird seither in der Regel alle zwei Jahre vergeben. Seit den 1980er-Jahren wurden Texte Kasers auch ins Italienische und Tschechische übersetzt (siehe Übersetzungen).
Noch 2021, mehr als vierzig Jahre nach Kasers Tod, löste ein Textdialog auf salto.bz zwischen den Autorinnen Maxi Obexer und Sabine Gruber Reaktionen zur literarischen Bedeutung des Autors aus. Konkret nahmen mehrere Presse- und Onlinebeiträge an Obexers Äußerung Anstoß, sie finde „den Hype auf N. C. Kaser, der ein paar Gedichte verfasst hat und sich dann im Suff ertränkt hat, reichlich überzogen. [...] Literarisch hat er für mich keine Rolle gespielt und ich frage mich, für wen er das hat“.
Auf mehrfach geäußerte Vorwürfe literarischer Unkenntnis und Fehldeutung reagierte Obexer dahingehend, dass ihre Kritik nicht Kaser, sondern dem allgemeinen Desinteresse an anderen Literatinnen und Literaten aus Südtirol gegolten habe.

### Nachwirkung in der Heimatstadt Bruneck
Mit der postumen Veröffentlichung der Werke und der daraus folgenden überregionalen Wertschätzung für Kaser im deutschsprachigen Literaturbetrieb war der verstorbene Dichter auch in seiner Heimatstadt Bruneck – wo ihn die meinungsbildenden Bürger zu Lebzeiten stark angefeindet und ausgegrenzt hatten – zum bedeutenden „Kind der Stadt“ geworden. Hierzu erklärte Kasers langjähriger Freund und Weggefährte Klaus Gasperi 2015 in einem Radiointerview:

„Wir waren sehr schlecht angesehen, auch Kaser, der heute natürlich hochgehimmelt wird und wo heute jeder Brunecker sein Freund ist, posthum. […] Er ist sehr schlecht behandelt worden, ist von Gasthäusern rausgeschmissen worden.“

Konkret setzte die Brunecker Stadtverwaltung Jahre nach Kasers Tod folgende Gedenkinitiativen:

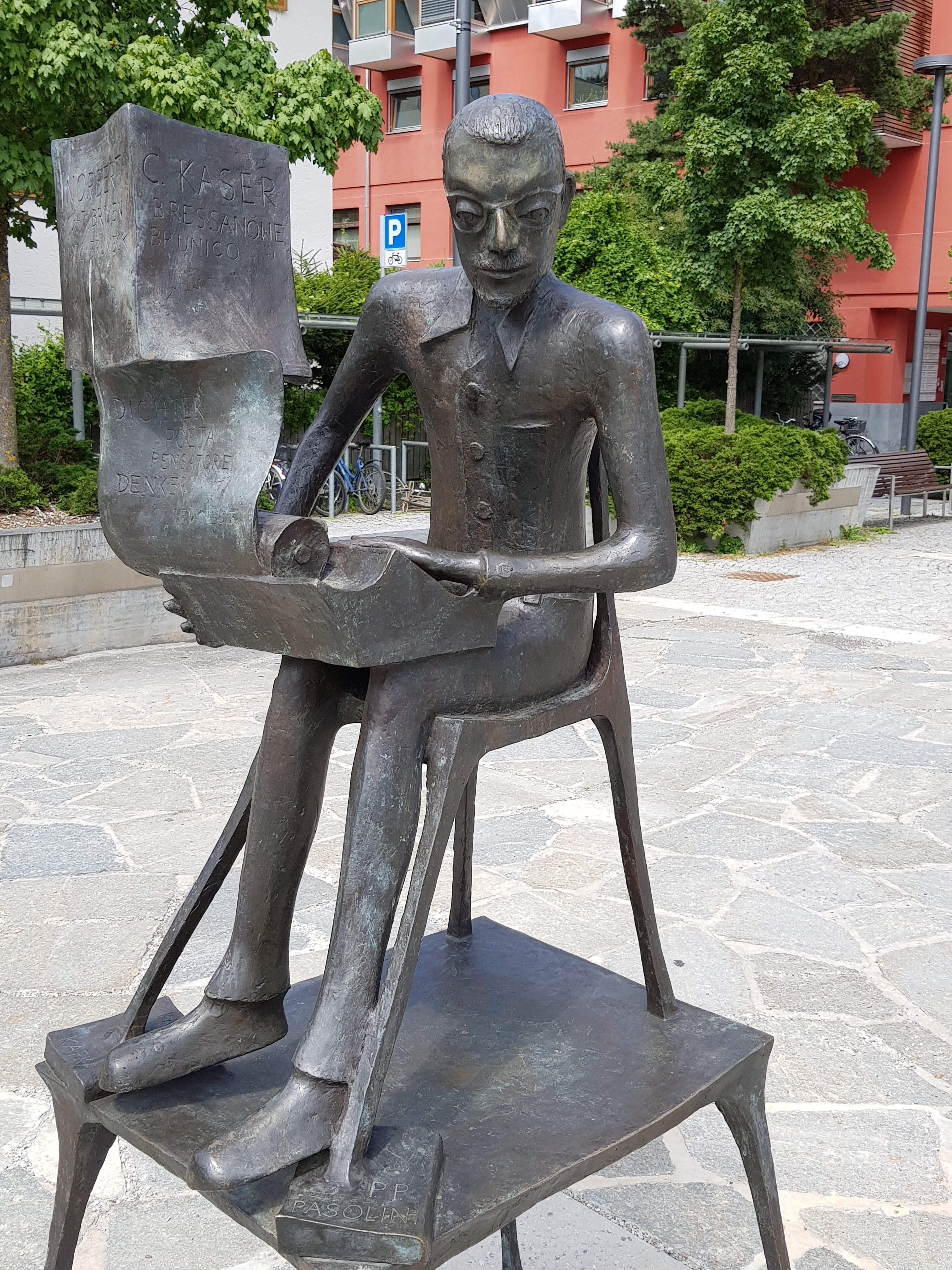
Statue Norbert C. Kaser, von Josef Rainer vor der Stadtbibliothek Bruneck, aus dem Jahr 2017

- 1997 gab die Gemeindeverwaltung die Benennung der örtlichen Stadtbibliothek nach Norbert C. Kaser bekannt. Am Gebäude wurde allerdings nie ein entsprechender Schriftzug angebracht. Das 2013 neu bezogene Bibliotheksgebäude trägt in Anspielung auf Kaser den Namen LibriKa.[9]
- Im Jahr 2005 wurde Kaser am Brunecker Rathausplatz ein künstlerisches Denkmal gesetzt, bestehend aus angerosteten Stahlstelen, in die Textfragmente des Autors eingraviert wurden; zusätzlich wurde ein selbstverlegter Gedichtband mit den verwendeten Texten veröffentlicht.[10]
- Anlässlich der 750-Jahr-Feierlichkeiten der Stadt Bruneck im Jahr 2006 charakterisierte der Historiker Hannes Obermair Kaser als „Dylan Thomas von Bruneck, der Verlust-Erfahrungen im Übergang zur zweiten Industrialisierung beschreibt und einen liebevollen Abgesang auf die katholische Kleinstadt und ihre Honoratioren und ihre Ticks liefert“.[11]
- 2017 wurde anlässlich des 70. Geburtstags Kasers am Rathausplatz von Bruneck eine Statue enthüllt; zeitgleich veröffentlichte die Stadtbibliothek ein Buch mit Texten von Südtiroler Autoren, die sich kreativ mit der Person Kaser beschäftigen.[12]
- 2022 wurde Kaser zum 75. Geburtstag auf Initiative der Stiftung Südtiroler Sparkasse im Schloss Bruneck ein sogenanntes Kaser-Zimmer als Dokumentationsraum eingerichtet.[13]

#### Kritik
An den offiziellen Gedenkinitiativen der Brunecker Stadtverwaltung wurde mehrfach Kritik geäußert:
- Der Historiker Joachim Gatterer bezeichnete die beiden in Bruneck errichteten Kunstinstallationen in Erinnerung an Kaser als „unpassend“, da Kaser in Gedichten (alpenjaeger und von den denkmaelern) Denkmäler ablehnte.[14] Ein Brunecker Kaser-Denkmal könne daher lediglich „insofern authentisch“ sein, „als es jenes Missverständnis verkörpert, das zwischen Kaser und den bürgerlichen Eliten seiner Heimatstadt zeitlebens bestanden hatte.“[15]

- Zur Herausgabe eines regionalen Sammelbandes im Kontext des Brunecker Stadtjubiläums bemerkte der österreichische Schriftsteller Erich Hackl ein Jahrzehnt später: „Das ist die kommode Art, einen Widerspenstigen post mortem in den Streichelzoo zu sperren.“[16]

- Der Tiroler Schriftsteller Hans Augustin kritisierte den von der Stadtbibliothek Bruneck 2017 herausgegebenen Band mit Texten von Südtiroler Autoren über Kaser wie folgt: „Die Fragen, die quasi als Einstimmung gestellt wurden, ob Kaser heute Veganer wäre, ein Nerd, ein Poetry-Slammer, ein Widerständler gegen den Flughafen oder die Messner-Mountain-Museen u. a. m., gehen doch am Menschen Kaser vorbei. Das letzte Wort in dieser Sammlung heißt: SPEKULATION. Genau dafür hat Kaser nicht die Brixner Rede gehalten.“[17]

Zum Phänomen der postumen Würdigung des zu Lebzeiten ausgegrenzten Schriftstellers Kaser bemerkte der Südtiroler Literaturwissenschaftler Peter Giacomuzzi: „Daß nach seinem Tod selbst die ihm so verhassten Spießbürger in seiner Heimat ihre Bewunderung für den neuen, posthum entdeckten Heimatdichter problemlos zum Ausdruck bringen konnten, mag damit zu tun haben, daß kasers Leben dem nostalgischen Klischee eines armseligen, aber gerade deshalb reichhaltigen Künstlerlebens völlig zu entsprechen scheint.“

## Literarischer Stil
Kasers Werk zeichnet sich durch eine originelle Sprache, durch konsequente Kleinschreibung und eine seziererisch genaue Beobachtungsgabe aus. „Einflüsse anderer Autoren“, so Kaser in einem Interview mit Ivo Barnabò Micheli im Januar 1976, habe er „bisher an sich keinerlei [...] feststellen können“. Er schätze aber „solche, die ihm etwas mitteilen können, wie Musil, Kafka, Camus und Bataille“. Die vier erwähnten Schriftsteller sind Prosaautoren.

## Werke
Selbstgefertigte Gedichthefte:
- probegaenge. 1967/1968.
- orationen mit lyrik. 1968.
- 20 collagen & 20 fuerze. 1968.
- predigtfragment. 1968.
- miniaturen & hymnen. 1969.
- Gedichtesammlung ohne Titel („fanciulla romana“). 1969.
- aquarium. 1969.
- auswahl 68/69. 1970.
- klampflaute aus der dusteren provinz & weltstadt. beschimpfung des gastgebers oder bunte oesterreich illustrierte. 1970.

Zeitschriften, in denen Kaser ab 1967 veröffentlichte:
- die bruecke (Bozen), Dolomiten (Bozen), Kontakte (Innsbruck), Neue Wege (Wien), skolast (Bozen), menetekel (Innsbruck), Alto Adige (Bozen), horizonte (Innsbruck), das Fenster (Innsbruck), Arunda (Schlanders), Die Presse (Wien).

Anthologien, in denen Kaser zu Lebzeiten Texte veröffentlichte:
- Brennpunkte – Schrifttum der Gegenwart 6. Anthologie der jungen Autoren Südtirols. Hrsg. von Hermann Kuprian. Karlsruhe 1970.
- Neue Literatur aus Südtirol. Eine Anthologie der Südtiroler Hochschülerschaft. Hrsg. von Gerhard Mumelter. Bozen 1970.
- Wort im Gebirge. Schrifttum aus Tirol. Folge 12, hrsg. von Anna Maria Achenrainer, Helmut L. Demel und Hubert Senn. Innsbruck 1970.

Postum veröffentlicht:
- eingeklemmt. Hg. von Hans Haider. Edition Galerie Bloch, Innsbruck 1979, ISBN 3-85445-002-8 [Hannibal-Verlag, Wien 1979]
- kalt in mir. Hg. von Hans Haider. Hannibal-Verlag, Wien 1981, ISBN 3-85445-003-6.
- jetzt mueßte der kirschbaum bluehen. Gedichte, Tatsachen und Legenden. Stadtstiche. Diogenes Verlag, Zürich 1983, ISBN 3-257-21038-8.
- Norbert C. Kaser: verrueckt will ich werden sein & bleiben. Gedichte, Geschichten und Briefe. Friedenauer Presse, Berlin 1986.
- Benedikt Sauer, Erika Wimmer (Hrsg.): Norbert C. Kaser. Lesungen und Vertonungen. (Tonbandkassette). Freunde des Brenner-Archivs, Innsbruck 1987.
- Hans Haider, Walter Methlagl, Sigurd Paul Scheichl (Hrsg.): Gesammelte Werke.
  - Band 1: Gedichte. Hrsg. von Sigurd Paul Scheichl. Haymon, Innsbruck 1988, ISBN 3-85218-039-2
  - Band 2: Prosa. Hrsg. von Benedikt Sauer u. Erika Wimmer. Haymon, Innsbruck 1989, ISBN 3-85218-062-7
  - Band 3: Briefe. Hrsg. von Benedikt Sauer. Haymon, Innsbruck 1991, ISBN 3-85218-084-8
- Hans Haider (Hrsg.): Das Kaser-Lesebuch. Eine Auswahl aus Lyrik, Prosa und Briefen von Norbert C. Kaser. Haymon Verlag, Innsbruck 1993, ISBN 3-85218-133-X.
- Christian Pixis (Hrsg.): es bockt mein herz. Übertr. der ital. Texte von Maria Fehringer und Peter Waterhouse. Reclam-Verlag, Leipzig 1993, ISBN 3-379-01464-8.
- Christine Riccabona, Benedikt Sauer (Hrsg.): norbert c. kaser. Literaturkalender 1999. Haymon Verlag, Innsbruck 1998.
- Volker Derlath (Hrsg.): norbert c. kaser: herrgottswinkel. photographien – gedichte. A1 Verlag, München 2005, ISBN 978-3-927743-77-9.
- Caroline Willeit u. a. (Hrsg.): poetische zeichen fuer bruneck. Selbstverlag, Bruneck 2004.
- Raoul Schrott (Hrsg.): N. C. Kaser elementar. Haymon Verlag, Innsbruck 2007, ISBN 978-3-85218-532-3.
- Petra Nachbaur, Benedikt Sauer (Hrsg.): norbert c. kaser: herrenlos brennt die sonne. Gedichte und Prosa. Haymon Verlag, Innsbruck 2013, ISBN 978-3-85218-936-9.
- Joachim Gatterer (Hrsg.): norbert c. kaser: mein haßgeliebtes bruneck. Ein Stadtporträt in Texten und Bildern. Haymon Verlag, Innsbruck/Wien 2017, ISBN 978-3-7099-7283-0 (mit literarischer Stadtkarte online)
- Annette Steinsiek, Ursula A. Schneider (Hrsg.): norbert conrad kaser: auswahl 68/69 (Faksimiles aus dem Brenner-Archiv Nr. 13). Mit einem Begleittext von Joachim Gatterer. Innsbruck 2017.
- Ralf Höller (Hrsg.): norbert c. kaser: hier bin ich niemand d. h. ich. Briefe aus Stord. Haymon Verlag, Innsbruck 2018, ISBN 978-3-7099-3443-2

Postum erschienene Übersetzungen:
- (italienisch) Norbert C. Kaser. Übersetzungen von Giancarlo Mariani, mit einem Vorwort von Peter Litturi. Nuovo Studio, Bozen 1983.
- (cze.) mestské rytiny. Stadtstiche und andere Kurzprosa von N.C.Kaser. Übersetzungen von Sabine Eschgfäller. Listy Verlag 2008.
- (italienisch) Toni Colleselli (Hrsg.): norbert c. kaser: rancore mi cresce nel ventre. Poesia & prosa 1968–1978. Un’antologia. Übersetzungen von Werner Menapace, mit einem Vorwort von Lorenza Rega. Alpha Beta, Meran 2017, ISBN 978-88-7223-288-0.

## Auszeichnungen
Zu Lebzeiten
- 1969: Einladung zur 20. Österreichischen Jugendkulturwoche in Innsbruck
- 1976: Österreichisches Staatsstipendium für Literatur (als erster Südtiroler)

Postume Würdigungen
- 1988: Begründung des N. C. Kaser-Lyrikpreises durch Paul Flora, Markus Vallazza und den Verein Bücherwürmer Lana
- 1997: Bekanntgabe der Benennung der Stadtbibliothek Bruneck nach Norbert C. Kaser. Das Gebäude trug allerdings nie einen entsprechenden Schriftzug. Der 2013 bezogene Bibliotheksneubau trägt in Anspielung an Kaser den Namen LibriKa.
- 2005: Enthüllung eines künstlerischen Denkmals am Rathausplatz von Bruneck in Erinnerung an Norbert C. Kaser
- 2017: Enthüllung einer Statue Norbert C. Kasers am Rathausplatz von Bruneck
- 2018: Benennung der Grundschule in Flaas nach Norbert C. Kaser